# Centrisme
Ne doit pas être confondu avec Centralisme.
Pour l’article homonyme, voir Marxisme centriste.
 (janvier 2012).
Si vous disposez d'ouvrages ou d'articles de référence ou si vous connaissez des sites web de qualité traitant du thème abordé ici, merci de compléter l'article en donnant les références utiles à sa vérifiabilité et en les liant à la section « Notes et références ».
Le centrisme ou centre est une position défendant un équilibre ou un compromis entre l'idéal de l'égalitarisme et la nécessité d'une hiérarchie sociale, conduisant dans les faits à une modération entre interventionnisme et laissez-faire sur le plan économique, ainsi qu'entre progressisme et conservatisme sur le plan sociétal et culturel.
Cela étant dit, le centrisme, comme les notions de droite ou de gauche, reste avant tout un positionnement qui doit à chaque fois être contextualisé dans un parlement précis au sein de cultures spécifiques. D'autre part, certains analystes remettent en question l'idée que la modération serait un aspect constant du centrisme. C'est le cas notamment concernant les néoconservateurs ou hawks (interventionnistes en politique étrangère) au sein du Parti démocrate américain, mais aussi au sujet du macronisme en France (voir l'article extrême centre). D'après eux la possibilité de courants extrémistes ne serait pas une exclusivité des partis politiques situés à gauche ou à droite.
Le chercheur David Adler indique en 2018 que selon un spectre divisé entre extrême gauche, centrisme et extrême droite, les centristes d'Europe et d'Amérique du Nord représentent la tendance qui soutient le moins la démocratie et ses institutions, et le plus l'autoritarisme. Sa consœur Elli Palaiologou estime que cette théorie s'appuie sur une hypothèse erronée selon laquelle tous les individus situés entre la gauche et la droite peuvent être considérés comme « centristes », et considère que ce groupe « centriste » regroupe un grand nombre de personnes qui sont en fait moins disposées à prendre des positions politiques fortes, notamment sur la valeur de la démocratie.

## Historique

### En France
Cela remonte au tout début de l’histoire parlementaire lorsqu'un centre politique est apparu après la Révolution française. Dans l’Assemblée de 1791, la force principale (plus de 300 députés), inorganisée, est constituée par des députés qui sont attachés aux principes et aux conquêtes de 1789 mais qui craignent autant la surenchère des proches du roi que ceux des révolutionnaires extrémistes. Ils sont représentés dès la constitution de l'assemblée nationale, fruit de la réunion des ordres (clergé, noblesse et Tiers-État) par la tendance girondine et par deux orateurs Mirabeau et Barnave, adepte d'une monarchie constitutionnelle sans suprématie du pouvoir législatif.
En 1793, ils seront baptisés la « Plaine ». Ce terme vient de l'opposition entre eux et les Montagnards qui sont les révolutionnaires extrémistes et qui ont décidé de se placer en haut et à gauche de l'Assemblée. C'est ainsi que naît la lutte entre la Montagne et la Plaine.
Au XIXe siècle, le centre est incarné par des modérés qui regroupent plusieurs tendances : orléanistes, libéraux et catholiques sociaux de la deuxième république (François Arago) qui s'opposent au royalisme puis au bonapartisme, tout en refusant un retour à l'Ancien Régime ou l'avènement d'une république autoritaire comme le fut la Ire République, ou encore plus tardivement l'adhésion aux thèses socialistes. Les Républicains seront considérés à gauche durant la première moitié du XIXe siècle, puis passeront à droite sous l'influence d'Adolphe Thiers, tenant d'un républicanisme conservateur gardien de l'ordre public et de la propriété privée, repris ensuite par le radicalisme qui y ajoutera l'anticléricalisme laïc.
Au XXe siècle, le centre est mû par deux grandes évolutions. En premier lieu, le ralliement définitif de la droite orléaniste à la République qui positionnera la démocratie chrétienne au centre de l'échiquier politique, d'autant qu'elle est rapidement concurrencée à sa droite par l'émergence de forces plus conservatrices. En second lieu, la modération d'une partie des socialistes abandonnant les références au marxisme et assumant leur adhésion à la social-démocratie et une économie sociale de marché, à la fois de libre accès mais régulée.

## Centrisme selon les pays

### Allemagne
Le Zentrum est, au XIXe siècle et dans le premier tiers du XXe siècle, le « centre catholique », dont la doctrine est issue de la Doctrine sociale de l'Église.

### Belgique
Les partis démocrates chrétiens (Christen-Democratisch en Vlaams) et anciennement démocrates chrétiens (Les Engagés) sont généralement considérés comme centristes, car ils se situent au centre de l'échiquier politique, entre les courants libéral et socialiste. Ce sont des défenseurs assidus de l'économie sociale de marché.
Les divergences entre ces deux partis sont clairement apparues après les élections fédérales de 2007 et l'échec de la formation d'un gouvernement Orange bleue. À la suite de cela, Les Engagés (à l'époque Centre démocrate humaniste) ont été considérés comme un parti de centre gauche allié du PS alors que le Christen-Democratisch en Vlaams comme centre droit à tendance nationaliste flamande, vu son alliance avec les indépendantistes flamands de la N-VA. 
Le Christen-Democratisch en Vlaams et la N-VA se sont depuis séparés. Aujourd'hui, Les Engagés se revendiquent comme profondément centristes mais proposent des idées tout de même légèrement orientées plus à droite. De son côté, le CD&V a viré légèrement plus à droite en prenant une place de "droite modérée" dans le clivage belge.
Les Fédéralistes Démocrates Francophones (FDF ; devenu Démocrate fédéraliste indépendant, DéFI), parti francophone historiquement bruxellois, se sont également clairement positionnés au centre en tant que sociaux-libéraux lors de leur congrès du 28 avril 2013. Depuis lors, le président du parti DéFI François De Smet dit ne pas croire au centrisme (il justifie cela en expliquant que les politiques belges - étant toujours le résultat d'un compromis - formaient déjà une forme de centrisme et que se revendiquer "centriste" est alors contre productif). 

### Canada
Les partis libéraux du Canada ainsi que de ses provinces sont considérés au centre du spectre politique. Comme le Parti libéral du Canada, certains partis libéraux de provinces comme le Parti libéral du Québec peuvent se retrouver proche de la droite sous l'impulsion de son chef comme ce fut le cas avec Jean Charest. Il existe aussi un débat sur la position de la Coalition avenir Québec.

### Espagne
Le parti Ciudadanos revendique depuis sa fondation une orientation centriste. Il a été comparé au parti français En Marche pour son ambition de transcender le clivage national traditionnel et de transmettre la voix d'une partie de la société lassée des oppositions partisanes.

### Grèce
L'Union des Centristes est un parti politique centriste en Grèce, sans représentation parlementaire. Le parti a été fondé par l'ingénieur Vassilis Leventis en 1992 sous le titre "Union des centristes et des écologistes". Le nom a été changé peu de temps après. L'Union des centristes prétend être la poursuite idéologique de l'ancien parti Union du Centre. Le parti s'efforce de devenir "le maintien de l'expression politique centriste en Grèce". Leventis visait à faire partie de l'héritage vénizéliste de certains grands hommes politiques du passé, tels que Eleftherios Venizelos, George Papandreou et Alexandros Papanastasiou.

### Royaume-Uni
Les Libéraux-démocrates sont les héritiers historiques du Parti libéral, parti disparu qui fut le parti de gauche à Westminster de la deuxième moitié du XIXe siècle aux années 1920. Les « Libdems » se présentent comme libéraux économiquement mais aussi plus libéraux socialement que le Parti travailliste. Ceci leur confère un positionnement intermédiaire même si leur opposition au Brexit est plus affirmée que la gauche.

### Suisse
Le Parti démocrate-chrétien, dont le nom a changé en 2021 avec Le Centre, est un parti anciennement chrétien-conservateur qui est aujourd'hui à cheval entre le centre droit et le centre gauche. Ce rôle peut aussi tout à fait être attribué aux Vert'libéraux, apparus plus récemment sur l'échiquier politique suisse.
Le Parti chrétien-social s'étale quant à lui entre la gauche modérée et le centre gauche.